# Лецаве
Лецаве (груз. ლეცავე) — село в Грузии, на территории Мартвильского муниципалитета края (мхаре) Самегрело-Верхняя Сванетия.

## География
Село находится в западной части Грузии, к востоку от реки Чачхури (левый приток реки Техури), на расстоянии приблизительно 7 километров (по прямой) к северо-северо-западу от города Мартвили, административного центра муниципалитета. Абсолютная высота — 373 метра над уровнем моря.

## Население
По результатам официальной переписи населения 2014 года в Лецаве проживало 158 человек (77 мужчин и 81 женщина). В национальной структуре населения грузины составляли 100 %.
| Год  | Население, человек |
| ---- | ------------------ |
| 2002 | 215                |
| 2014 | ↘ 158              |